# مارتا تيميدو
مارتا تيميدو (من مواليد 2 مارس 1974) هي سياسية برتغالية، شغلت منصب وزير الصحة في حكومتي رئيس الوزراء أنطونيو كوستا منذ 15 أكتوبر 2018. لديها إجازة في القانون ودرجة ماجستير في اقتصاديات الصحة والإدارة من جامعة كويمبرا، بالإضافة إلى دكتوراه في الصحة الدولية من جامعة نوفا في لشبونة. من عام 2016 إلى عام 2017 شغلت تيميدو منصب رئيس مجلس إدارة الإدارة المركزية للنظام الصحي.